# チャタイ・フォン・チャタイ・ラヨシュ
チャタイ・フォン・チャタイ・ラヨシュ（Csatay von Csatai Lajos、1886年8月1日 - 1944年10月16日）は、ハンガリーの軍人。階級は大将。
第一次世界大戦に従軍し、戦後、ハンガリー軍に入隊する。1933年から防空学校長、1935年から第5混成旅団砲兵部長、1936年からハイメスケルの砲兵学校長となり、1940年、砲兵訓練主任に任命される。
ユーゴスラビアに対する軍事行動時、第3軍砲兵司令官を務める。1941年8月から1942年12月まで第4軍団を指揮。同年、1942年に第2軍司令官を代行。また、1942年12月から第3軍司令官。1943年6月、前線から召還され、国防相に任命された。ホルティ・ミクローシュの支持者だった。
ホルティ体制崩壊後、ハンガリー軍総司令官と参謀総長を一時代行（4月19日から5月10日）したが、10月15日にゲシュタポにより逮捕される。その後ドイツの刑務所で自殺した。